# Preussiska nationalförsamlingen

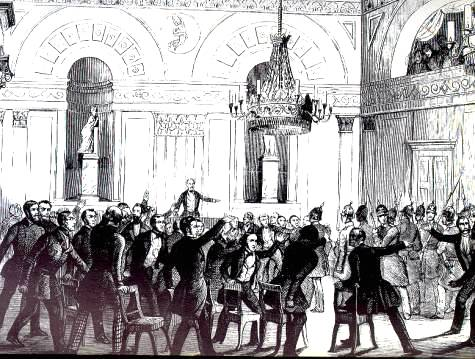
Nationalförsamlingen upplöses av preussisk militär.

Preussiska nationalförsamlingen bildades efter marsrevolutionen 1848 i Preussen genom de första allmänna och lika valen i Preussen. Nationalförsamlingen hade som uppgift att arbeta fram en författning för Kungariket Preussen.
Nationalförsamlingen sammanträdde i Berlin från 22 maj till september 1848 i Sing-Akademies byggnad och därefter från september till november i Schauspielhaus. Den 9 november 1848 förvisade Preussens regering nationalförsamlingen till Brandenburg an der Havel, där man använde Brandenburgs domkyrka som möteslokal. Genom kungligt dekret upplöstes slutligen nationalförsamlingen 5 december 1848. Den av nationalförsamlingen antagna demokratiska författningen förkastades av regeringen, men flera av artiklarna kom senare att tas med i kung Fredrik Vilhelm IV:s ensidigt deklarerade författning för Preussen från december 1848 och 1850 års reviderade författning.